# Ted Rigg
Edward George Rigg, detto Ted (Pittsburgh, 7 giugno 1913 – Baltimora, 1º gennaio 2002), è stato un cestista statunitense, professionista nella NBL.

## Carriera
Giocò per una stagione nella NBL, disputando 11 partite con 4,3 punti di media.